# Invincibilii (film din 2011)
Invincibilii (titlu original: Intouchables) este un film franțuzesc din 2011.

## Distribuție
- Omar Sy ca Driss Vassary
- Audrey Fleurot ca Hildegard
- Clotilde Mollet ca Marcelle
- Anne Le Ny ca Yvonne
- Alba Gaïa Kraghede Bellugi ca Kurt
- Cyril Mendy ca Adama
- Christian Ameri ca Albert
- Grégoire Oestermann ca Antoine
- Marie-Laure Descoureaux ca Chantal
- Absa Dialou Toure ca Gert
- Salimata Kamate ca Fatou